# Sugus

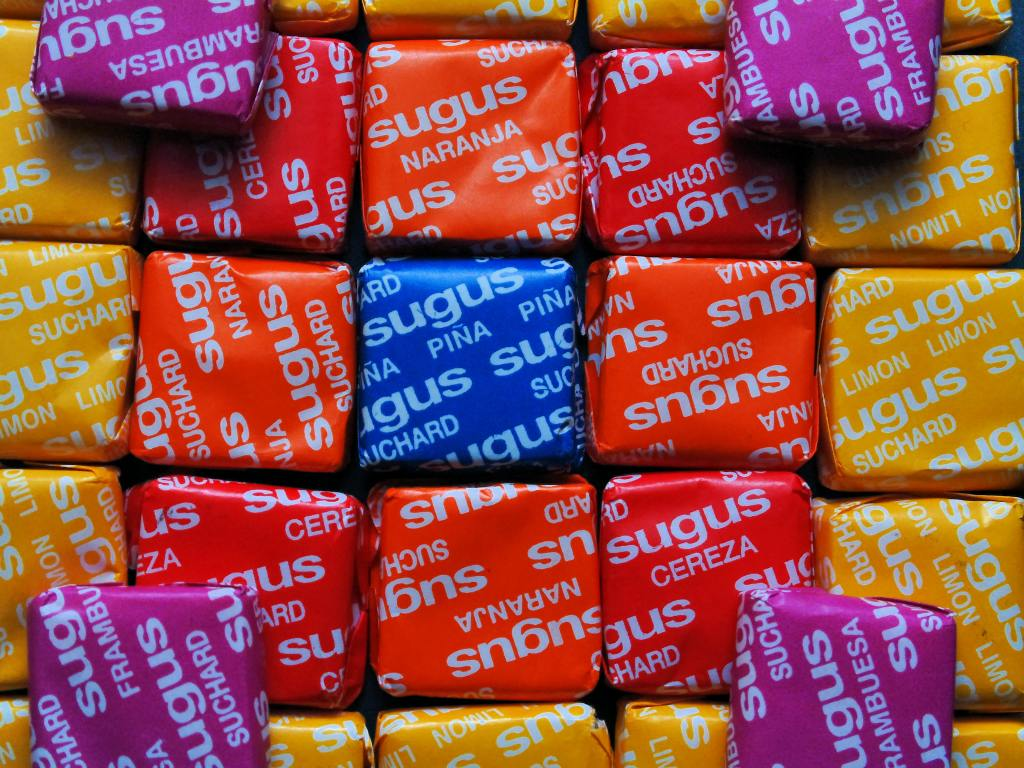
Caramelle Sugus in formato quadrato

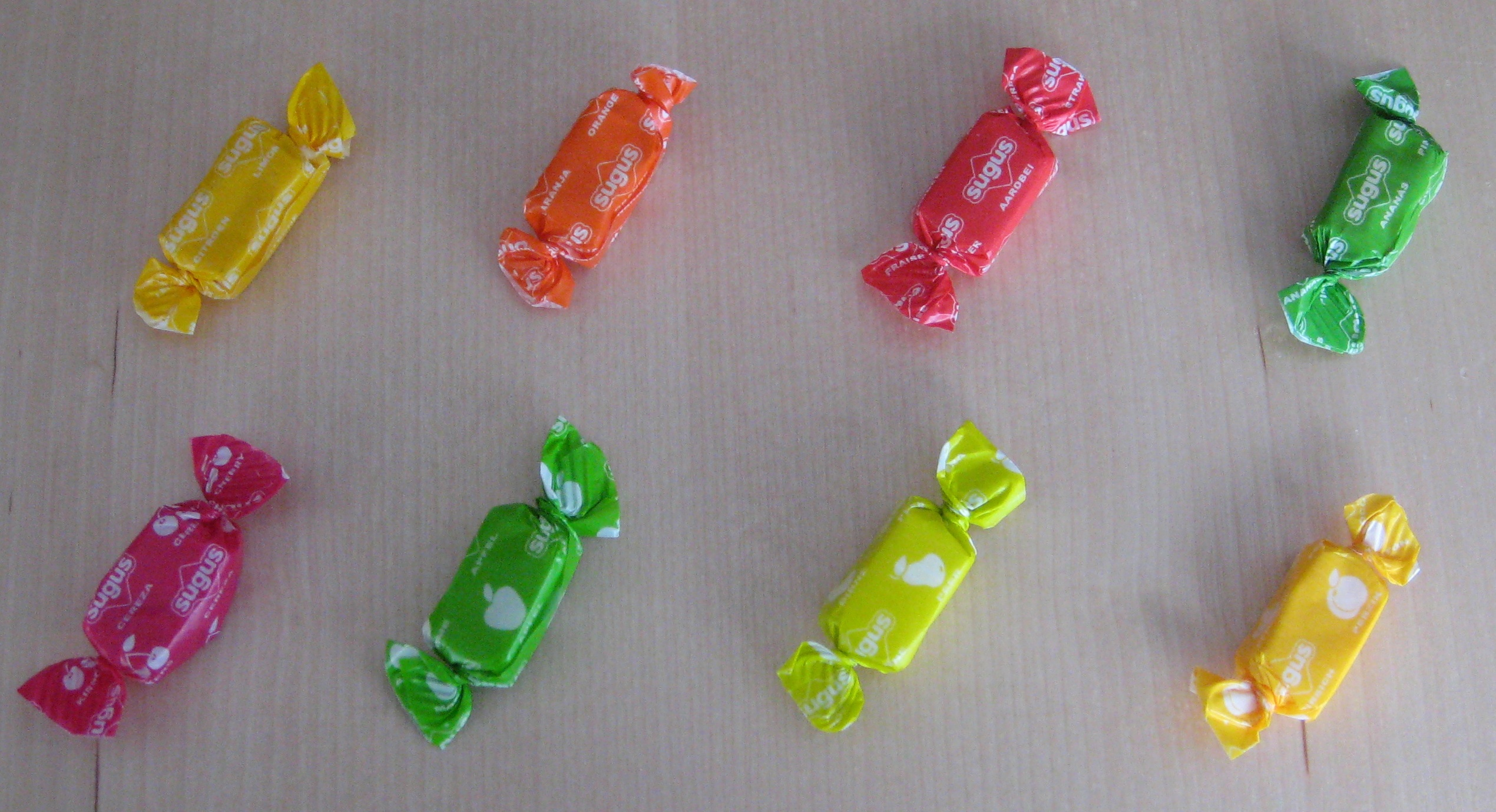
Formato classico, da sinistra a destra e dall'alto in basso: limone, arancio, fragola, ananas, ciliegia, mela, pera e pesca

Sugus è un marchio di caramelle gommose prodotto da Wrigley Company, che ha acquisito il produttore originario, l'azienda svizzera Suchard, che l'ha creata nel 1931.

## Descrizione
Le caramelle sono di forma quadrata e hanno una lunghezza e una larghezza di 20 mm e uno spessore di 7 mm. Sono prodotte in diversi sapori, tra cui limone, arancia, ananas, lampone e ciliegia, e incartate in un involucro di carta colorato a seconda del gusto (giallo, arancione, blu, rosso e rosso brillante, rispettivamente), con il nome (in minuscolo) e il gusto (in maiuscolo) stampati in caratteri bianchi.
Sono disponibili anche nel formato classico di forma rettangolare. All'interno della confezione, la caramella è protetta dal calore da un secondo involucro di carta bianca.
Il prodotto è apparso sul mercato sotto altri marchi, con nomi diversi, ma tutti con la denominazione comune "Sugus"
Sugus è venduto in Argentina, Belgio, Brunei, Cambogia, Cina, Hong Kong, Indonesia, Giappone, Macao, Malesia, Messico, Filippine, Portogallo, Romania, Spagna, Sud Africa, Namibia, Svizzera, Taiwan, Tailandia, Uruguay e Vietnam. Il nome cinese utilizzato a Hong Kong e in Cina è "瑞士 糖", che significa letteralmente "caramelle svizzere".